# Patrick Boucheron
Pour les articles homonymes, voir Boucheron.
Patrick Boucheron, né le 28 octobre 1965 à Paris, est un historien français, spécialiste du Moyen Âge et de l’histoire urbaine, particulièrement en Italie. Ancien élève de l’École normale supérieure de Saint-Cloud, il devient professeur à l’université Paris 1 Panthéon-Sorbonne, puis au Collège de France en 2015, où il occupe la chaire « Histoire des pouvoirs en Europe occidentale, XIIIe – XVIe siècles ». Ses recherches portent sur les villes italiennes à la fin du Moyen Âge et sur les rapports entre histoire et politique. Il a dirigé plusieurs ouvrages collectifs, dont Histoire mondiale de la France en 2017, qui a suscité un large débat public. Engagé dans la diffusion des savoirs, il participe régulièrement à des émissions et conférences. Son travail explore également le rôle de l’histoire dans la société contemporaine. Depuis ces dernières années, il exprime également ses prises de position idéologiques, orientées à gauche, dans différents médias, par exemple lors du Mouvement des Gilets jaunes ou lors de la cérémonie d'ouverture des Jeux olympiques d'été de 2024.

## Biographie
Après des études secondaires au lycée Marcelin-Berthelot à Saint-Maur-des-Fossés puis au lycée Henri-IV à Paris, Patrick Boucheron est reçu premier au concours de l'École normale supérieure de Saint-Cloud en 1985, puis premier à l'agrégation d'histoire en 1988. Il soutient son doctorat en 1994 à la Sorbonne, consacré à l'urbanisme et la politique édilitaire à Milan, sous la direction de Pierre Toubert et devant un jury composé de Bernard Guenée, Élisabeth Crouzet-Pavan et Philippe Braunstein. Sa thèse, intitulée « Le pouvoir de bâtir. Urbanisme et politique édilitaire à Milan (XIVe – XVe siècles) », est publiée en 1998.
En 1994, il devient maître de conférences à l'École normale supérieure de Fontenay-Saint-Cloud avant de rejoindre l’université Panthéon-Sorbonne en 1999. Il est membre de l’Institut universitaire de France de 2004 à 2009 et il soutient une habilitation à diriger des recherches en 2009, intitulée « La trace et l'aura. Essais sur l'écriture de l'histoire, la politique monumentale et la création artistique dans les villes d'Italie de la fin du Moyen Âge », dont le garant est Jean-Philippe Genet.
En 2012, il est élu professeur d'histoire du Moyen Âge à l'université Panthéon-Sorbonne.
En 2015, il est nommé professeur au Collège de France de la chaire intitulée « Histoire des pouvoirs en Europe occidentale (XIIIe – XVIe siècles) ». Il prononce sa leçon inaugurale, intitulée « Ce que peut l'histoire » le 17 décembre 2015, publiée en partie dans le journal Le Monde puis publiée en 2016 et traduite dans plusieurs langues.
Il est président du Conseil scientifique de l’École française de Rome de 2015 à 2020.
Il intervient régulièrement sur France Culture et donne des conférences tous les ans au Banquet du livre de Lagrasse,, dans l'Aude.
Il collabore, depuis 2000, au magazine L'Histoire, où il siège au comité de rédaction, et au journal Le Monde (Le Monde des livres) depuis 2007. Il est également membre du conseil scientifique et du jury du prix du festival Les Rendez-vous de l'histoire à Blois depuis 2010 et membre du conseil scientifique du Musée des Civilisations de l'Europe et de la Méditerranée depuis 2013.

### Vie privée
Il est marié à l'historienne Mélanie Traversier.

## Recherches et enseignement

### Domaines de recherche

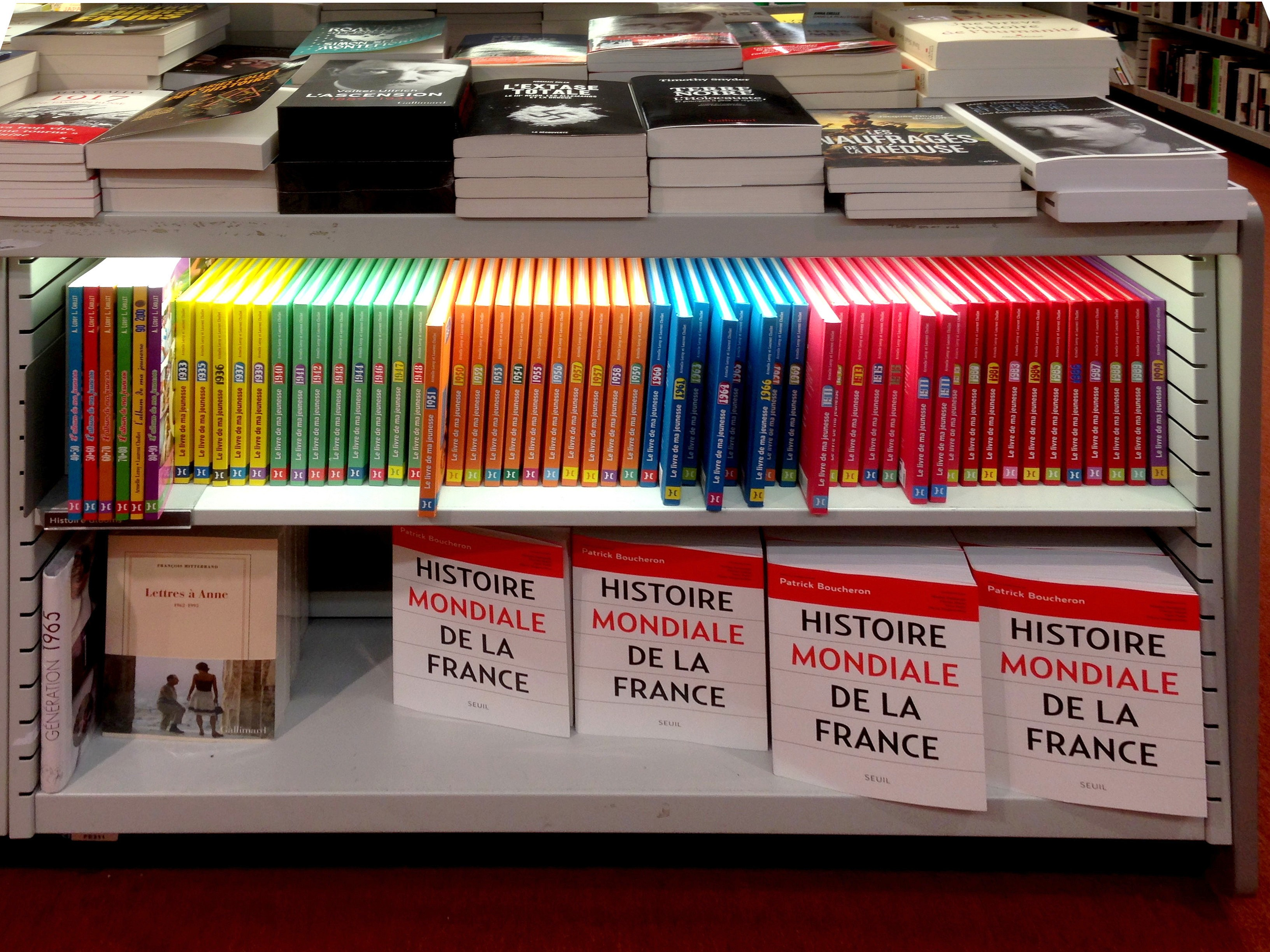
LHistoire mondiale de la France, dans une libraire française (2017).

Son domaine de recherche est l’histoire urbaine et monumentale de l'Italie médiévale et renaissante, dans ses aspects matériels aussi bien qu'abstraits et symboliques. Parallèlement, il s'intéresse à l'écriture et à l'épistémologie de l'histoire. A travers plusieurs chantiers collectifs (par exemple sur l'espace public au Moyen Âge, mené conjointement avec Nicolas Offenstadt), il propose de refaire le lien entre littérature et sciences sociales.
Son livre Léonard et Machiavel (2008) constitue une tentative pour mêler récit historiographique et littérature, en comblant par l'écriture les silences des sources (en l'occurrence, les sources sur une possible rencontre entre Léonard de Vinci et Nicolas Machiavel). Son livre L'Entretemps. Conversations sur l'histoire, paru en 2012, revient sur cette démarche et l'explicite,.
Il coordonne deux ouvrages collectifs consacrés à L'Histoire du monde au XVe siècle (2009) puis à l'Histoire mondiale de la France (2017) qui s'inscrivent dans cette perspective de décentrement et de décloisonnement disciplinaire et chronologique. L'Histoire mondiale de la France est un succès de librairie, est traduit aux États-Unis et en Chine, et inspire plusieurs parutions similaires à l'étranger (Italie, Flandre, Espagne).
Un dossier spécial de la revue Critique est consacré à son œuvre en 2015, sous la direction de Marielle Macé.
Plus encore depuis son élection au Collège de France qu'auparavant, Patrick Boucheron consacre une grande partie de son activité à des conférences, entretiens, festivals et autres initiatives tournées vers le grand public. Il assume cette orientation tout en soulignant qu'il cherche à éviter l'exposition médiatique, car elle le contraint à forcer sa nature, plutôt marquée par « une forme de retenue, de patience, de pudeur ».

### Enseignement au Collège de France
Depuis son élection au Collège de France, Patrick Boucheron donne chaque année un cours et organise un séminaire sur une thématique spécifique. Les séminaires sont co-organisés avec des chercheurs invités.
Dans sa première année de cours, en 2015-2016, intitulée « Souvenirs, fictions, croyances. Le long Moyen Âge d’Ambroise de Milan », il est revenu sur l’histoire politique sur la longue durée du souvenir d’Ambroise de Milan, le saint patron de la ville de Milan. Ce cours a donné lieu à la parution en 2019 de La Trace et l’aura. Vies posthumes d’Ambroise de Milan (IVe – XVIe siècles).

## Autres activités

### Activités d'éditeur
Il a été directeur des Publications de la Sorbonne de 2012 à 2015.
Depuis 2012, il est directeur de la collection « L'Univers historique » et membre du comité de lecture aux éditions du Seuil.

### Festivals
Il est membre du conseil scientifique du festival Les Rendez-vous de l'histoire qui se tient annuellement à Blois.
Chercheur associé au théâtre Le Grand T, il est commissaire scientifique du festival Nous autres entre 2015 et 2019.
Il participe régulièrement au festival L'Histoire à venir qui se tient chaque année à Toulouse depuis 2017,.

### Télévision et radio
En 2016, Patrick Boucheron est intervenu dans le film de Jérôme Prieur sur la naissance de la peinture romane, Le Triomphe des images, il y a mille ans.
Pendant l'été 2016, il propose une émission quotidienne de cinq minutes sur France Inter, consacrée à Nicolas Machiavel.
Depuis 2018, il est producteur et animateur de l'émission Matières à penser sur France Culture. Pendant une semaine par mois, cinq personnalités sont conviées à dialoguer avec lui sur une thématique particulière.
Il intervient sur Arte, depuis 2018, dans une série documentaire intitulée Quand l'histoire fait dates autour de plusieurs dates importantes de la mémoire collective. Pour chaque épisode, où il collabore avec un historien spécialiste de la période ou de l'espace considéré, il revient sur l'événement lui-même mais également sur les constructions mémorielles de l'événement et sur les traces encore visibles de celui-ci aujourd'hui. En avril 2021, il prolonge le concept de cette série documentaire dans une nouvelle émission intitulée Faire l'histoire, diffusée sur Arte, qui prend la forme d'un magazine documentaire dans lequel il aborde les grandes mutations de l'histoire humaine sous l'angle des objets avec l'analyse d'un spécialiste.
De septembre 2021 à juin 2023, il est producteur et animateur de l'émission Histoire de sur France Inter.
Depuis septembre 2024, il anime l'émission hebdomadaire consacrée à l'histoire de l'art Allons-y voir ! sur France Culture.

### Théâtre
Depuis 2017, Patrick Boucheron est chercheur associé au Théâtre national de Bretagne où il propose un cycle intitulé « Rencontrer l'histoire ».
En 2017, la compagnie suisse Zanco crée Wild Things, un spectacle inspiré de ses réflexions sur l'histoire et le gouvernement autoritaire,. Le texte, publié en 2018, est préfacé par Patrick Boucheron.
En 2020, il conçoit avec le metteur en scène Mohamed El Khatib le spectacle Boule à neige :

« Passant du théâtre documentaire au théâtre anatomique, l’historien Patrick Boucheron et l’auteur-metteur en scène Mohamed El Khatib se livrent à une auscultation minutieuse de la boule à neige. Cet objet modeste, qui pose avec éminence la question du kitsch, dévoile ici une myriade de récits qui appellent des interrogations plus universelles. Avec tendresse et méticulosité, les performers entreprennent de faire parler ces petits globes, qu’eux-mêmes ont recueillis un peu partout auprès de leurs collectionneurs, pour nous révéler une histoire naturelle de ces mondes que l’on met sous cloche. Car la boule à neige est avant tout un théâtre, un théâtre miniature qui tient dans la main et regorge d’histoires. »

Le spectacle est créé à la Comédie de Saint-Étienne en octobre 2020.
En 2024, il est l'un des quatre scénaristes (avec Leïla Slimani, Fanny Herrero et Damien Gabriac) de la cérémonie d'ouverture des Jeux olympiques de Paris. Il explique avoir pris la tâche avec une casquette d’auteur, plutôt que d’historien estimant contribuer à mettre en avant la France et ses valeurs.

## Orientations politiques et intellectuelles
Selon Éric Aeschimann, de L'Obs, dans un article consacré à la leçon inaugurale de Patrick Boucheron, avec l'arrivée de ce dernier « le Collège de France vire à gauche ».
Lors d'un entretien avec Benoît Hamon diffusé par Mediapart en juillet 2015, au moment de la crise entre la Grèce et l'Union européenne, P. Boucheron émet de fortes réserves à l'égard du parti d'Aléxis Tsípras, Syriza, qu'il accuse de former « un gouvernement d'alliance avec des formes d'extrême droite ».
D'après un portrait que lui consacre Le Monde en juin 2017, Patrick Boucheron a voté pour Emmanuel Macron dès le premier tour de l'élection présidentielle de 2017. Lors d'un débat avec Ludivine Bantigny en marge du festival d'Avignon en juillet 2019, il déclare cependant que cette affirmation était une extrapolation du journaliste à partir des propos qu'il avait tenus, précisant au passage qu'il ne dit jamais pour qui il vote. Le même portrait affirme également que « ce partisan de l'histoire en marche ne cache pas son intérêt pour le nouveau locataire de l'Élysée » (comparé au jeune Machiavel par Patrick Boucheron). Intérêt réciproque, puisque Emmanuel Macron s'est référé plusieurs fois à Patrick Boucheron et à ses ouvrages au cours de la campagne.
Durant les élections législatives de 2024, Patrick Boucheron apporte son soutien au Nouveau Front populaire face au Rassemblement national en déclarant : « je voterai Nouveau Front Populaire (NFP) ».
Patrick Boucheron fait partie des concepteurs de la cérémonie d'ouverture des Jeux Olympiques d'été de 2024 à Paris. Patrick Boucheron affirme avoir pensé la cérémonie comme une célébration de la diversité et du vivre-ensemble : « Prenons la ville, et son passé, et son peuple, prenons-les comme ils sont, dans leur incroyable diversité. Nous sommes différents, mais nous ne voulons pas vivre séparés. Et contre tous ceux qui veulent nous isoler, nous diviser, nous cliver, nous disons que nous allons vivre ensemble ».
En janvier 2025, dans un long portrait, Le Figaro affirme que Patrick Boucheron « a créé autour de lui un système de pouvoir et d’allégeances qu’il instrumentalise pour devenir l’historien médiatique de référence du récit postnational. » L'éditorialiste de L'Humanité Maurice Ulrich note ironiquement que Boucheron pourrait se sentir « flatté » de se voir consacré deux pages par le quotidien de droite.
En mars 2025, il s'élève contre la publication par les PUF d'un ouvrage collectif intitulé Face à l’obscurantisme woke. Les PUF annoncent la suspension de la parution prévue le 9 avril 2025. Jean-Paul Garapon, directeur éditorial des PUF, annonce finalement la parution pour le 30 avril 2025, en mettant explicitement en cause Patrick Boucheron dans le déclenchement d' « un amalgame mortifère : les PUF vont publier un ouvrage sponsorisé par un milliardaire soutenant le Rassemblement national ».

### Un ouvrage collectif contre les romans nationaux
En 2017, Patrick Boucheron dirige la publication de L’Histoire mondiale de la France, une entreprise délibérément politique' visant à contrer le « roman national » en intégrant des événements mondiaux, comme le coup d'État de Pinochet, dans l’histoire française. Inspiré par Michelet, Patrick Boucheron insiste sur l'importance d’une histoire décloisonnée, tout en affirmant que les historiens de sa génération se sont parfois enfermés dans une érudition élitiste. Il appelle ainsi à réarmer l’idée de progrès et à mener la bataille des idées. Quant à une « Histoire européenne de la France », il estime qu’elle aurait nécessité de forger un nouvel imaginaire collectif, démarche jugée trop engageante par ses collaborateurs..
Cet ouvrage collectif a reçu un écho certain dans la presse généraliste et grand public. Les Inrocks salue une volonté de sortir d’une vision étriquée du passé, tandis que Libération souligne son ambition de promouvoir un récit progressiste, mettant en avant des figures comme Frantz Fanon ou Simone de Beauvoir plutôt que Napoléon et Jeanne d’Arc : « Malgré les précautions oratoires de Patrick Boucheron, il s’agit bien de produire un autre récit qui fait la part belle aux idées progressistes : métissage, égalité, mixité, ouverture… ». L’historien Jean-Pierre Rioux loue une entreprise « bourrée de science neuve et de talent », mais certains observateurs, y compris Libération, s’interrogent sur un éventuel anachronisme, notamment dans l’accent mis sur les migrations et la mondialisation. De son côté, Pierre Guichard critique la minimisation de la bataille de Poitiers, y voyant une déformation historique,.
À l’opposé, plusieurs polémistes et intellectuels conservateurs dénoncent une entreprise militante. Alain Finkielkraut accuse les auteurs de nier l’existence d’une civilisation française et d’adopter une posture idéologique hostile à l’héritage national. Éric Zemmour considère que l’ouvrage poursuit la déconstruction du « roman national » amorcée depuis les années 1970, en valorisant exclusivement l’apport extérieur. Malgré ces critiques, le succès médiatique du livre a entraîné des ventes importantes.

### Controverses

#### Controverse avec Dominique Barthélemy autour de l'œuvre de Georges Duby et de l'antipositivisme
En 2016, l'historien médiéviste Dominique Barthélemy réagit vivement, dans un texte publié par la revue de l'Association des historiens et géographes, contre un article de l'ouvrage collectif Historiographies dans lequel Patrick Boucheron présente comme « incompréhensible » et « stérilisante » sa critique des thèses de Georges Duby concernant la mutation féodale. Dans l'article, Patrick Boucheron rattache cette critique à une « régression positiviste » qu'il a souvent déjà dénoncée dans d'autres textes, en l'imputant en particulier à Dominique Barthélemy et à Alain Guerreau.
Dans son essai intitulé Faire profession d'historien, notamment, Patrick Boucheron avançait en effet que :

« la fameuse “querelle de l'an mil”, du moins à partir du moment où Dominique Barthélemy a enfourché le fier destrier de “l'école méthodique” qui pourfend les mythologies romantiques et “fait reculer l'erreur” [était un exemple de] discours général sur l'opération historique qui s'apparentait, en dépit de toutes les précautions oratoires pour affirmer le contraire, à une forme de régression positiviste. »

Dominique Barthélemy, s'il reconnaît les excès du positivisme de la fin du XIXe siècle et du début du XXe siècle, ainsi que la légitimité des critiques que Marc Bloch ou Henri-Irénée Marrou lui ont faites, considère que 

« depuis les années 1960, il arrive souvent que l’antipositivisme affiché recouvre d’autres préoccupations. Il peut servir à justifier qu’on ne fasse pas soi-même de nouvelle enquête mais que, prenant les résultats antérieurs sobrement procurés par "le positivisme", on y ajoute un commentaire intelligent ou se prenant pour tel. Il veut excuser, à l’inverse, qu’on remette en cause les plus sûres des conclusions "positivistes" (telle la réfutation des terreurs de l’an mil) sous couleur de déconstruction. Il dispense de réfuter les maîtres et collègues, ce qui est toujours source de fâcheries et peut nuire à une carrière – même et surtout lorsque l’on a raison. L’antipositivisme enfin donne son aval à la levée des interdits : il fait sauter les verrous naguère posés contre l’épanchement d’une écriture luxuriante ou même ébouriffée, et contre l’invasion d’une théorie ou d’une idéologie au goût du jour. Il sape l’emprise du principe de réalité et se révèle fauteur de régression. »

Dans une réponse publiée également par l'Association des historiens et géographes, Patrick Boucheron dit ne se sentir en rien concerné par l'antipositivisme qu'attaque Dominique Barthélemy et suggère que la démarche de ce dernier est liée à « une conception héroïque du progrès historiographique qu'[il] ne partage pas ».

#### Controverse avec Sanjay Subrahmanyam sur le concept d'histoire du monde
Dans un entretien publié par Politis le 25 juillet 2018, l'historien Sanjay Subrahmanyam, fondateur de l'histoire connectée, déclare que

« La contribution originale de Patrick Boucheron à ce débat [sur l'histoire mondiale et l'émancipation à l'égard de l'histoire nationale] reste pour moi un mystère. Elle ne s’exprime certainement pas au niveau de la méthodologie, car son Histoire mondiale de la France n’est pas un livre novateur de ce point de vue. Je trouve qu’il est crypto-nationaliste, et même qu’il joue sur tous les tableaux. »

Peu après, dans un entretien au Figaro, Sanjay Subrahmanyam réitère ses critiques en accusant Patrick Boucheron de s'être « auto-institué grand mamamouchi de cette nouvelle approche [l’histoire globale] » alors qu’il « est d’abord un historien de l’Italie médiévale », faisant ainsi « une histoire globale pour imbéciles ».
Dans Le Monde du 14 octobre 2018, la médiéviste Valérie Theis prend la défense de Patrick Boucheron. Ayant suivi ses cours, elle conteste les accusations de Sanjay Subrahmanyam, qu'elle attribue à la « jalousie » et à un « manque de générosité intellectuelle ».

#### Controverse concernant le mouvement des gilets jaunes
Lors d'un entretien sur France inter avec Nicolas Demorand dans le cadre de la promotion de son livre La Trace et l'Aura, Patrick Boucheron évoque longuement le mouvement des Gilets jaunes. Il y dénonce la « petite came insurrectionnelle » des intellectuels favorables au mouvement.
L'historien Gérard Noiriel consacre peu après un billet de son blog à lui reprocher son point de vue dépourvu d'empathie sur le mouvement (en ignorant notamment les violences policières subies par les manifestants). Pour Gérard Noiriel, la critique par Patrick Boucheron de la focalisation du mouvement sur la figure « monarchique » du président est d'autant moins bien venue que ce dernier est effectivement doté de pouvoirs très étendus dans le cadre de la Ve République, et que Patrick Boucheron lui-même revendique d'avoir voté pour Emmanuel Macron aux deux tours de l'élection présidentielle de 2017. Surtout, Gérard Noiriel conteste la conception de l'histoire et du rôle de l'historien défendue dans cet entretien par Patrick Boucheron : selon ce dernier, la comparaison avec les événements et situations antérieurs ne serait guère utile pour saisir le présent et l'histoire devrait surtout souligner les différences entre hier et aujourd'hui, l'étrangeté du passé. Pour Gérard Noiriel, l'incompréhension de Patrick Boucheron à l'égard des Gilets jaunes serait liée à sa position de pouvoir d'historien institutionnellement dominant.

## Publications

### Ouvrages
- Le Pouvoir de bâtir : Urbanisme et politique édilitaire à Milan (XIVe-XVe siècles), Rome, École française de Rome, coll. « Collection de l'École française de Rome » (no 239), 1998, 653 p. (ISBN 2-7283-0524-2, lire en ligne)Recensions par Nicolas Lyon-Caen dans la Bibliothèque de l'École des chartes[71], par Patrick Gilli dans Médiévales[72], par Jean-Claude Hocquet dans Revue historique[73], par Joann G. Bernstein dans Speculum[74], et par Luisa Chiappa Mauri dans Archivio Lombardo.
- Les Villes d’Italie (vers 1150-vers 1340) : Historiographie, bibliographie, enjeux, Paris, Belin, coll. « Belin Sup Histoire Médiévale », 2004, 208 p. (ISBN 978-2-7011-3975-3).
- Léonard et Machiavel, Paris, Éditions Verdier, coll. « Collection jaune », 2008, 160 p. (ISBN 978-2-86432-547-5).
- Faire profession d’historien, Paris, Éditions de la Sorbonne, 2010, 197 p. (ISBN 978-2859446550).
- L’Entretemps : Conversations sur l’histoire, Paris, Verdier, coll. « Histoire », 2012, 144 p. (ISBN 978-2-86432-672-4).
- Conjurer la peur : Sienne, 1338. Essai sur la force politique des images, Paris, Éditions du Seuil, 2013, 288 p. (ISBN 9782021134995)Recensions en ligne par Jean-Fabien Spitz dans La Vie des idées[75], par Gil Bartholeyns dans Critique[76], et par Chiara Frugoni dans Revue Mabillon[77].
Prix Augustin-Thierry 2014 de l'Académie française.
- De l'éloquence architecturale : Milan, Mantoue, Urbino (1450-1520), Éditions B2, coll. « Territoires », 2014, 72 p. (ISBN 978-2-36509-037-7).
- Ce que peut l'histoire, Paris, Fayard, coll. « Leçons inaugurales au Collège de France », 2016, 72 p. (ISBN 9782213701264).
- Comment se révolter ?, Paris, Fayard, 2016, 88 p. (ISBN 978-2-227-48924-0).
- Un été avec Machiavel, Paris, Éditions des Équateurs, coll. « Équateurs parallèles », 2017, 147 p. (ISBN 978-2-84990-504-3).
- La Trace et l'Aura : Vies posthumes d'Ambroise de Milan (IVe – XVIe siècle), Paris, Éditions du Seuil, coll. « L'Univers historique », 2019, 544 p. (ISBN 978-2-02-131071-9).
- Quand l'histoire fait dates : Dix manières de créer l'évènement, Paris, Éditions du Seuil, 2022, 480 p. (ISBN 9782021435696).
- Le temps qui reste, Paris, Éditions du Seuil, coll. « Libelle », 2023, 60 p. (ISBN 978-2-021-50496-5).

### Ouvrages en collaboration et/ou direction d'ouvrages
- Patrick Boucheron, Jacques Chiffoleau et al., Les Palais dans la ville : Espaces urbains et lieux de la puissance publique dans la Méditerranée médiévale, Lyon, Presses universitaires de Lyon, 2004, 350 p. (ISBN 9782729707477).
- Patrick Boucheron, Vincent Azoulay et al. (préf. Jacques Sémelin), Le mot qui tue : Une histoire des violences intellectuelles de l'Antiquité à nos jours, Champ Vallon, 2009, 378 p. (ISBN 978-2-87673-504-0).
- Patrick Boucheron, Julien Loiseau, Pierre Monnet et Yann Potin, Histoire du monde au XVe siècle : Aux origines de la mondialisation, Fayard, 2009, 896 p. (ISBN 9782213635491). Recensions disponibles en ligne dans la Revue d'histoire moderne et contemporaine[78], dans Ecrire l'histoire[79], et, par Robert I. Moore dans Médiévales[80].
- Patrick Boucheron, Marco Folin (it) et al., I grandi cantieri del rinnovamento urbano : Esperienze italiane ed europee a confronto (secoli XIV-XVI), École française de Rome, 2011 (ISBN 978-2-7283-0911-5).
- Patrick Boucheron et Nicolas Offenstadt, L'espace public au Moyen Âge : Débats autour de Jürgen Habermas, Presses universitaires de France, 2011, 380 p. (ISBN 978-2-13-057357-9).
- Patrick Boucheron et Denis Menjot, La Ville médiévale : Histoire de l'Europe urbaine, Presses universitaires de France, 2011, 544 p. (ISBN 9782757825471).
- Patrick Boucheron et Claudio Giorgione, Léonard de Vinci : La nature et l'invention, La Martinière, 2012, 192 p. (ISBN 9782732449906).
- Patrick Boucheron et Sylvain Venayre, L’Histoire au conditionnel, Fayard, coll. « 1001 nuits », 2012, 128 p. (ISBN 9782755506914).
- Patrick Boucheron et Nicolas Delalande, Pour une histoire-monde, Presses universitaires de France, 2013, 104 p. (ISBN 978-2-13-062065-5).
- Patrick Boucheron et Stéphane Gioanni, La mémoire d'Ambroise de Milan : Usages politiques et sociaux d'une autorité patristique en Italie (Ve – XVIIIe siècle), Éditions de la Sorbonne, 2015, 640 p. (ISBN 978-2-85944-885-1).
- Patrick Boucheron, Nicolas Delalande, Florian Mazel, Yann Potin et Pierre Singaravélou, Histoire mondiale de la France, Éditions du Seuil, 2017, 800 p. (ISBN 9782021336290).
- Patrick Boucheron et François Hartog, L’histoire à venir, Anacharsis, 2018, 80 p. (ISBN 9791092011616).
- Patrick Boucheron, Romain Bertrand, Emmanuel Blanchard, Delphine Diaz, Anouche Kunth et Camille Schmoll, Faire musée d'une histoire commune : Rapport de préfiguration de la nouvelle exposition permanente du Musée national de l'histoire de l'immigration, Éditions du Seuil, 2019, 544 p. (ISBN 9782021441239).
- Patrick Boucheron et Mathieu Riboulet (préf. Christophe Pradeau), Nous sommes ici, nous rêvons d’ailleurs : Une conversation sur l’histoire, Éditions Verdier, 2022, 128 p. (ISBN 978-2-37856-145-1).

### Articles
- Patrick Boucheron, « L'émotion souveraine », Esprit,‎ 2016 (ISSN 0014-0759, lire en ligne).
- Patrick Boucheron, « L’implicite du signe architectural : notes sur la rhétorique politique de l’art de bâtir entre Moyen Âge et Renaissance », Perspective, vol. 2012, no 1,‎ 2012, p. 173-180 (e-ISSN 2269-7721, lire en ligne).

## Filmographie
- Participation au film documentaire Le Triomphe des images, réalisé par Jérôme Prieur, La Chambre aux fresques / France 3, 2016
- Série documentaire Quand l'histoire fait dates, Les Films d'ici / Arte France, 2018 et 2020[81]
- Série documentaire Faire l'histoire, Les Films d'ici / Arte France, 2021[82]

## Distinctions

### Décorations
- Officier de l'ordre des Arts et des Lettres (2016)[83].

### Récompenses académiques
- Prix Italiques[84] (2014)[85].
- Prix Aujourd'hui (2017)[86].